# Wazhazha
Wazhazha /značenje nepoznato. Ime se javlja kod više plemena Siouan Indijanaca, a tim imenom sebe nazivaju i Osage/, jedna od sedam bandi Oglala Indijanaca koji su u stvarnosti bili Brule.
Wazhazha su porijeklom Brulé Indijanci koji su se 1855. priključili Oglalama, i nastanli se na Porcupine Tail Creeku između Medvjedovog naroda kojeg su činile bande Payabsa, Tapishlecha i Kiyuksa na istoku, i Dimovog naroda (Smoke people) na zapadu koji je obuhvaćao bande Iteshicha, Waglukhe i Oyujhpe. Kada bi Oglale razgovarali o sebi uvijek bi napravili razliku i rekli Oglale i Wazhazhe, što dokazuje njihovo drugačije porijeklo.
Opisani su kao divlja banda koja je uvijek na strani Red Clouda. Njihov poglavica bio je Red Leaf.